# Tranvia di Messina
La tranvia di Messina è una linea tranviaria a servizio della città di Messina, in Sicilia.

## Rete
La tranvia di Messina è costituita da un'unica linea, identificata con il numero 28, che percorre la città dal quartiere Gazzi fino alla fermata Annunziata. Attivata nel 2003, la linea ha una lunghezza di circa 7,7 km ed è costituita da 18 fermate in totale per una percorrenza di 40 minuti circa. L'ultima estensione della suddetta linea è avvenuta nel 2009, con l'attivazione del capolinea meridionale Gazzi.

## Storia

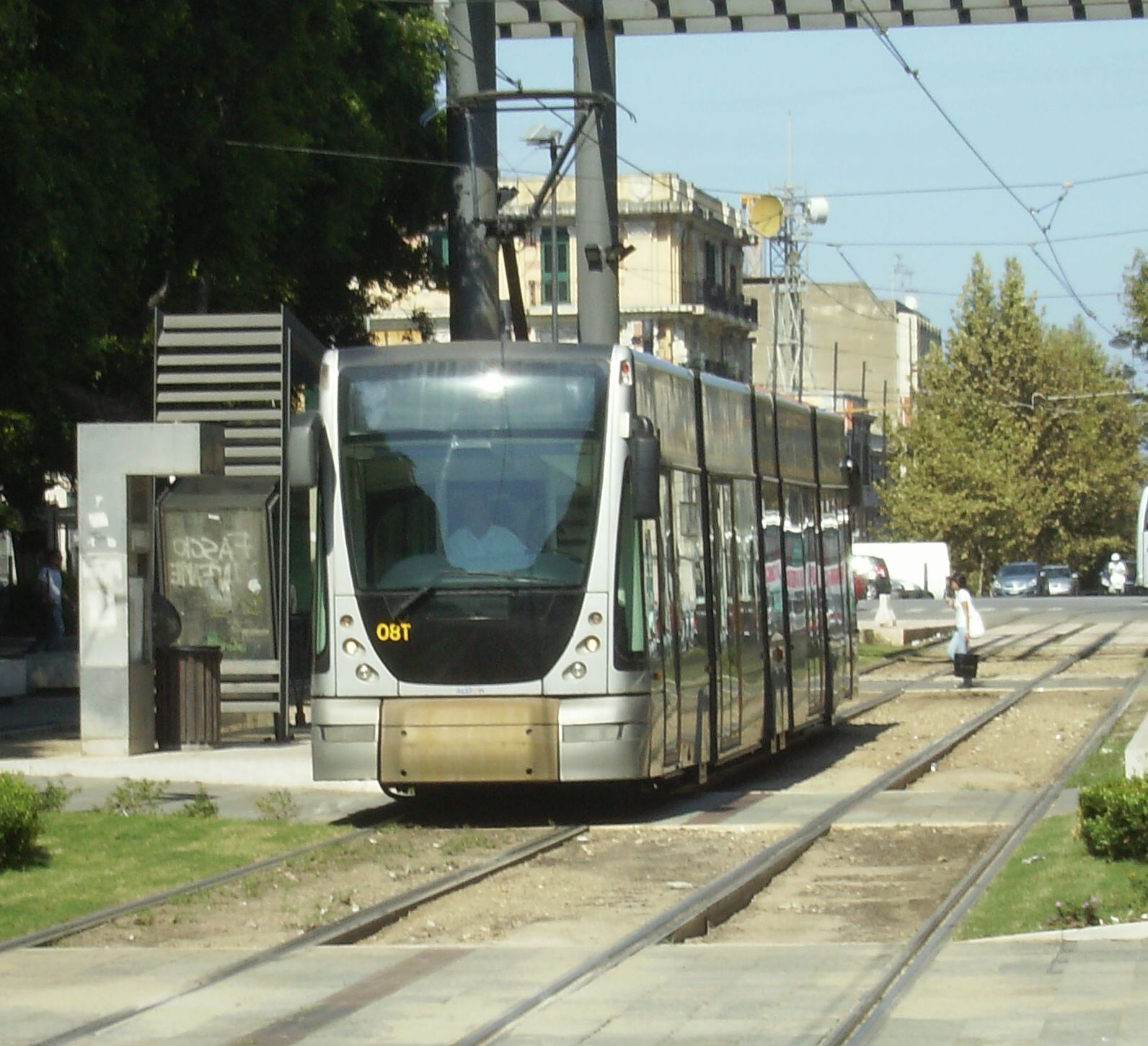
Un tram fermo a piazza Cairoli

In passato la città di Messina possedeva una rete tranviaria di tipo classico, attivata nel 1917 e smantellata nel 1951.
Nel 1996 la Provincia e il Comune di Messina sottoscrissero un protocollo d'intesa per la costruzione di una linea tranviaria urbana lungo l'asse nord-sud; l'opera venne appaltata il 30 luglio 1998.
I lavori di costruzione iniziarono nel 1999 e la nuova tranvia di Messina entrò in esercizio il 3 aprile 2003, dopo un lungo periodo di gestazione e dopo più di mezzo secolo dalla dismissione della precedente rete tranviaria.
La linea tranviaria appena entrata in funzione venne identificata con il numero 28, riprendendo la numerazione dell'autolinea che veniva sostituita.
Il capolinea meridionale della linea fu posto inizialmente alla fermata Bonino; quindi - il 21 aprile 2009 - fu spostato definitivamente a Gazzi.
Nonostante i primi lusinghieri risultati, già dopo qualche anno l'esercizio dell'impianto risultò penalizzato dalla difficile situazione economica complessiva del comune di Messina e dell'ATM: la mancanza di pezzi di ricambio originali, impossibili da acquistare per mancanza di fondi, portò al temporaneo accantonamento di molte unità.

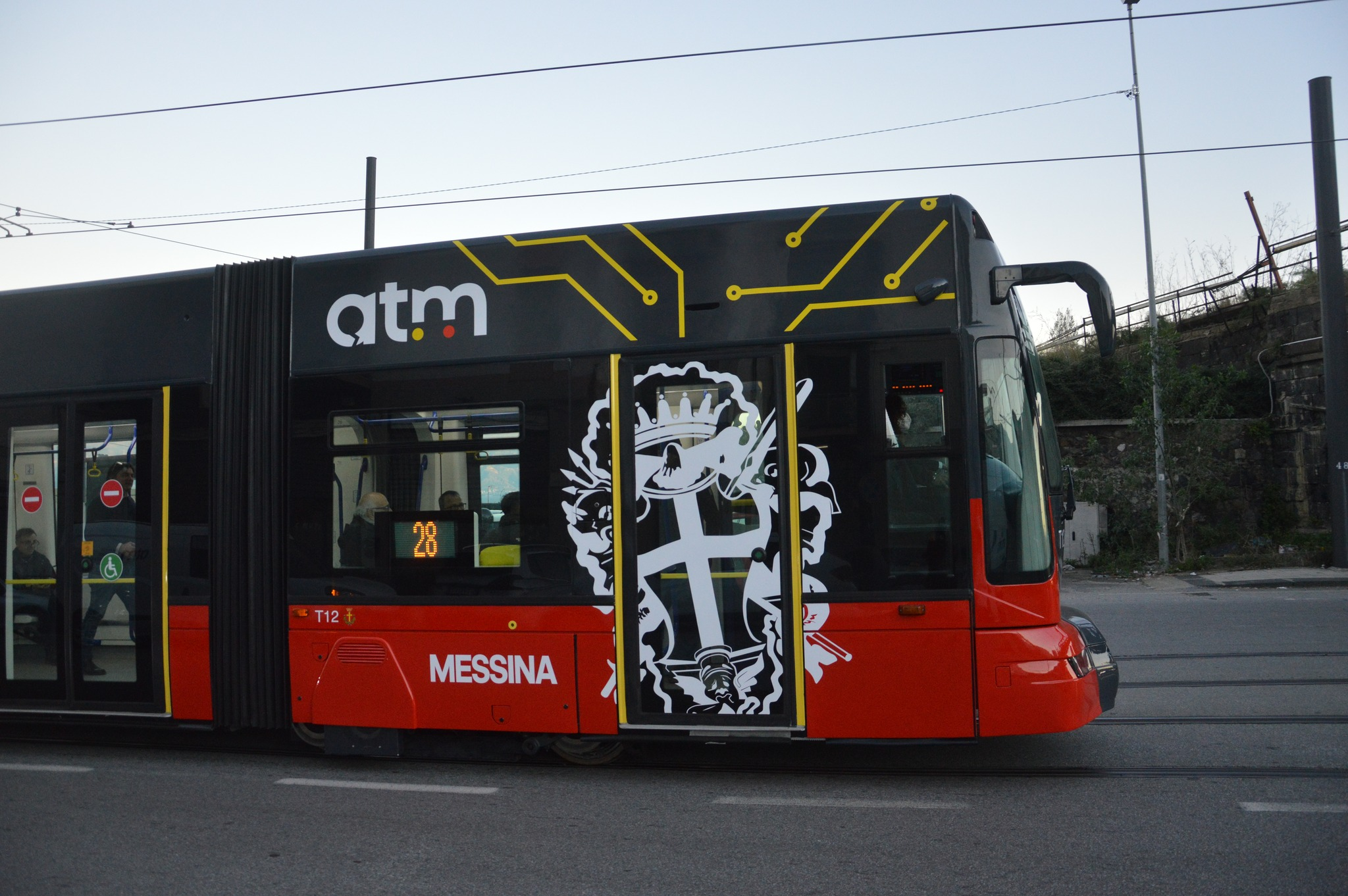
Tram Atm restaurato. Tema del Tram : Messina.

A partite da gennaio 2022 è stato avviato un ammodernamento dei tram, con nuovi interni e carrozzerie a tema dei luoghi più caratteristici della città. Al momento le vetture restaurate sono 5: la prima chiamata Messina, la seconda Zancle (che richiama la zona falcata del porto), la terza Peloro (che richiama Capo Peloro, località balneare a nord della città), la quarta “Duomo” (Cattedrale di Messina) e la quinta “Nettuno” (statua presente nei pressi della prefettura nonché figura mitologica della città). Le vetture presentano una carrozzeria simile tra loro, rossa e grigia. L’unica differenza sta nei disegni che richiamano i rispettivi nomi.
Nel 2023 sono stati aggiudicati i lavori per l'ammodernamento della linea, che consiste nel rifacimento di molte fermate, la messa in esercizio dell'intera flotta restaurata e in alcuni tratti un depotenziamento, con il passaggio dal doppio binario al binario singolo, per dar seguito alle necessità delle attività commerciali.
Le unità T13 e T09 hanno ricevuto un pannello informativo della linea in sostituzione di quello originale in entrambe le cabine con il testo e il numero linea nei fianchi.
Lo stato delle vetture è:
- T01  (Non in servizio)*

- T02  (Non in servizio)*

- T03  (Non in servizio)*

- T04  (Revampizzata con il nome di Antonello da Messina, e in servizio)

- T05  (Revampizzata con il nome di Peloro, ma ferma da luglio 2024 per un guasto)

- T06  (In revamping)

- T07  (In revamping)

- T08  (Ferma in attesa della revampizzazione)

- T09  (Revampizzata, con il nome di Mata e Grifone e in fermo tecnico)

- T10 (In servizio da revampizzare)

- T11 (Revampizzata, con il nome di Duomo ma ferma per incidente da aprile 2024)

- T12 (Revampizzata con il nome di Messina, in servizio)

- T13 (Revampizzata con il nome di Nettuno e in servizio - ha i pannelli linea nuovi dopo il rientro in esercizio)

- T14 (Revampizzata e in servizio con il nome di Zancle)

*stato sconosciuto per via della cannibalizzazione avvenuta negli anni prima del 2020 per mantenere in esercizio le vetture rimanenti.
Le vetture T11 e T13 sono in riparazione; la T13 rimarrà a Messina per riparazioni strutturali mentre la T11 risulta ferma da aprile 2024.

## Percorso
Il percorso della tranvia ha andamento nord-sud, parallelo alla costa e, in parte, alla ferrovia per Catania, servendo le aree centrali della città. Il binario si snoda in sede propria per 7,7 km di lunghezza. I tram effettuano 18 fermate e permettono di raggiungere il terminale nord degli autobus (al capolinea Annunziata), il museo regionale, i traghetti e i mezzi veloci per la Calabria, la stazione centrale, il cimitero, il policlinico e il terminale sud degli autobus (al capolinea di Gazzi); attraversano inoltre il centrale viale San Martino, piazza Cairoli e il viale della Libertà.
Dal 17 marzo 2025 l'esercizio del tram  è sospeso per lavori di rifacimento della linea.

## Materiale rotabile
Il servizio è espletato da 15 vetture di tram snodati, appartenenti alla famiglia Fiat Cityway.
Nel 2000 la gara per la fornitura di tali rotabili fu aggiudicata all'allora Fiat Ferroviaria che realizzò vetture analoghe alla serie 6000, allora in corso di consegna al GTT per la rete tranviaria di Torino, di cui costituivano una versione accorciata. Le consegne iniziarono circa due anni dopo, in coincidenza con il completamento del nuovo deposito ATM, ubicato in zona Gazzi, sull'area che precedentemente aveva ospitato il deposito-officina della rete tranviaria soppressa nel 1951.